# Kira Weidle-Winkelmann
Kira Weidle-Winkelmann (* 24. Februar 1996 in Stuttgart als Kira Weidle) ist eine deutsche Skirennläuferin. Sie ist auf die Disziplinen Abfahrt und Super-G spezialisiert und für den Ski-Club Starnberg aktiv. Ihr bislang größter Erfolg ist der Gewinn der Abfahrts-Silbermedaille bei den Weltmeisterschaften 2021.

## Biografie
Kira Weidle-Winkelmann zog im Alter von vier Jahren mit ihrer Familie nach Sprockhövel in Nordrhein-Westfalen, im Jahr darauf nach Starnberg in Oberbayern. Sie besuchte das Skiinternat Oberstdorf und machte dort Abitur. Zu ihren Hobbys zählt sie Tennis und Squash.

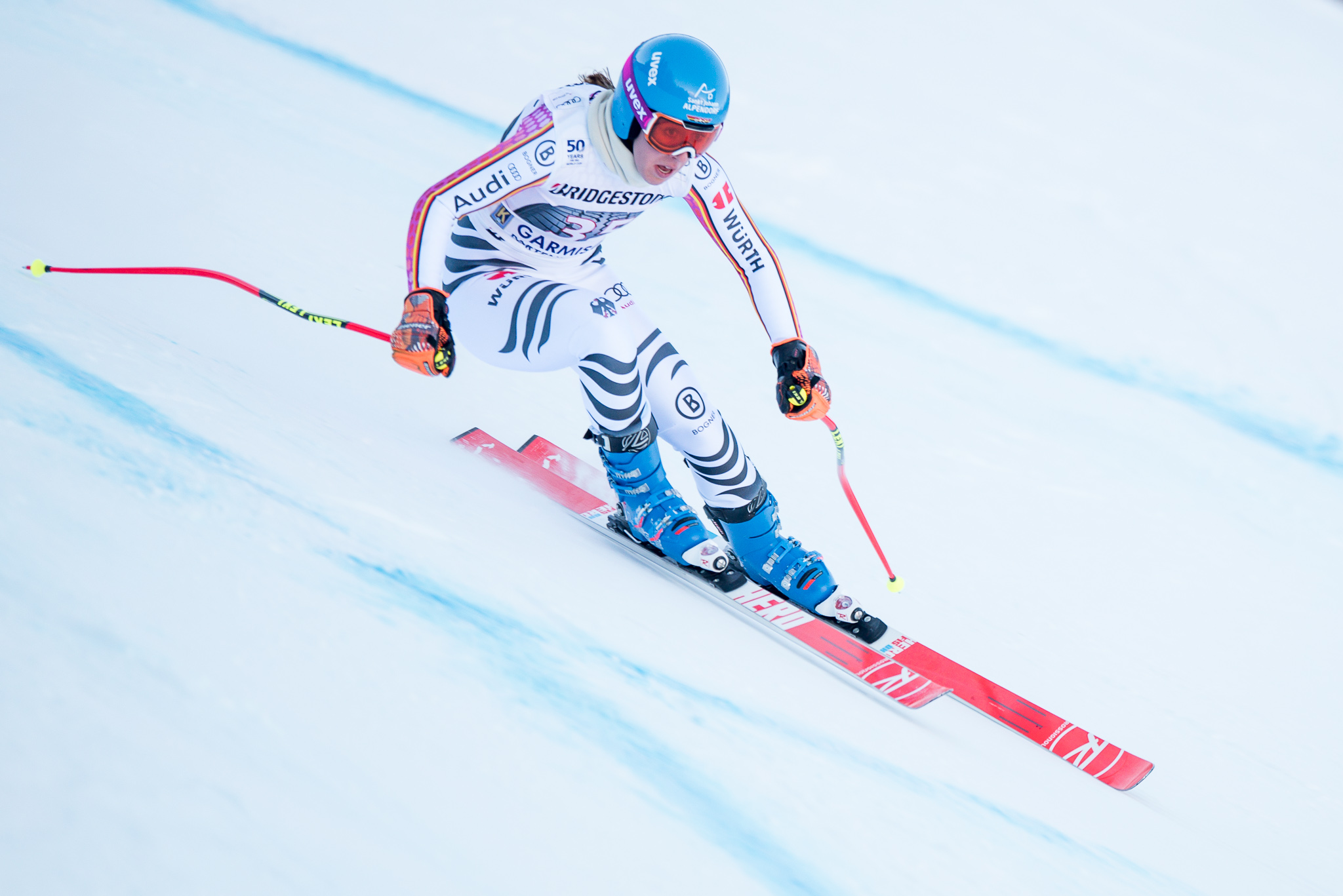
Kira Weidle-Winkelmann beim Weltcup in Garmisch-Partenkirchen (2017)

Weidle-Winkelmann stand bereits im Alter von zwei Jahren erstmals auf Skiern. Sie gewann 2015 die Deutschen Juniorenmeisterschaften in der Abfahrt und im Super-G. Außerdem gewann sie in der Saison 2015/2016 die Abfahrtswertung im Europacup. Ihr erstes Rennen im Weltcup bestritt sie am 9. Januar 2016 in Zauchensee. Beim 64. Kandahar-Rennen im Rahmen des alpinen Skiweltcups in Garmisch-Partenkirchen belegte sie im Super-G am 22. Januar 2017 den 17. Rang und war damit die bestplatzierte deutsche Rennläuferin. 2017 ging sie auch erstmals in St. Moritz in der Schweiz bei den Weltmeisterschaften an den Start. Bei den Juniorenweltmeisterschaften 2017 in Åre gewann Weidle-Winkelmann die Bronzemedaille in der Abfahrt.
Im Jahr 2018 konnte sich Weidle-Winkelmann mit zwei Top-10-Ergebnissen im Weltcup etablieren. Bei den Olympischen Winterspielen 2018 in Pyeongchang fuhr sie in der Abfahrt auf den 11. Platz. Ihre erste Weltcup-Podestplatzierung erzielte sie am 30. November 2018 als Dritte der Abfahrt von Lake Louise. Ein weiterer dritter Platz folgte am 27. Januar 2019 in Garmisch-Partenkirchen.
Beim ersten Abfahrtstraining in Val-d’Isère in der Saison 2020/21 zog sich Weidle-Winkelmann eine Bänderverletzung am linken Daumengelenk zu, der einen operativen Eingriff erforderte. Während sie sich in der ersten Abfahrt auf Rang 11 klassieren konnte, landete sie in der zweiten Abfahrt auf Rang 5. Der bislang größte Erfolg ihrer Karriere stellte sich im Februar 2021 bei den Weltmeisterschaften in Cortina d’Ampezzo ein. Nach einem 19. Platz im Super-G sicherte sich Weidle-Winkelmann in der Abfahrt die Silbermedaille hinter der Schweizerin Corinne Suter.

## Privates
Kira Weidle heiratete im Sommer 2024 ihren Lebensgefährten und führt seitdem den Doppelnamen Weidle-Winkelmann.

## Erfolge

### Olympische Spiele
- Pyeongchang 2018: 11. Abfahrt
- Peking 2022: 4. Abfahrt, 15. Super-G

### Weltmeisterschaften
- St. Moritz 2017: 29. Abfahrt, 31. Super-G
- Åre 2019: 13. Abfahrt, 18. Super-G
- Cortina d’Ampezzo 2021: 2. Abfahrt, 19. Super-G
- Méribel 2023: 8. Abfahrt, 23. Super-G
- Saalbach-Hinterglemm 2025: 12. Abfahrt, 23. Super-G

### Weltcup
- 38 Platzierungen unter den besten zehn, davon 6 Podestplätze

### Weltcupwertungen
| Saison  | Gesamt | Gesamt | Abfahrt | Abfahrt | Super-G | Super-G |
| Saison  | Platz  | Punkte | Platz   | Punkte  | Platz   | Punkte  |
| ------- | ------ | ------ | ------- | ------- | ------- | ------- |
| 2016/17 | 105.   | 18     | 50.     | 4       | 41.     | 14      |
| 2017/18 | 62.    | 99     | 25.     | 81      | 40.     | 18      |
| 2018/19 | 25.    | 319    | 5.      | 307     | 39.     | 12      |
| 2019/20 | 30.    | 217    | 13.     | 188     | 34.     | 29      |
| 2020/21 | 20.    | 316    | 5.      | 265     | 23.     | 51      |
| 2021/22 | 27.    | 343    | 11.     | 224     | 21.     | 119     |
| 2022/23 | 22.    | 401    | 7.      | 250     | 17.     | 151     |
| 2023/24 | 22.    | 384    | 15.     | 163     | 11.     | 221     |

### Europacup
- Saison 2015/16: 1. Abfahrtswertung
- 2 Podestplätze, davon 1 Sieg:

| Datum           | Ort        | Land       | Disziplin |
| --------------- | ---------- | ---------- | --------- |
| 15. Januar 2016 | Zauchensee | Österreich | Abfahrt   |

### Juniorenweltmeisterschaften
- Hafjell 2015: 15. Abfahrt, 22. Super-G
- Sotschi 2016: 5. Kombination, 9. Abfahrt
- Åre 2017: 3. Abfahrt, 19. Super-G

### Weitere Erfolge
- 5 deutsche Meistertitel (Abfahrt 2016, Abfahrt 2019, Abfahrt und Super-G 2021[9], Abfahrt 2023)
- 2 Siege in FIS-Rennen